# Леонард Лаудер
Леонард Алан Лаудер (англ. Leonard Alan Lauder; 19 березня 1933, Нью-Йорк — 14 червня 2025, там само) — американський мільярдер, меценат, колекціонер мистецтва.

## Життєпис
Леонард Лаудер — старший син Джозефа та Есті Лаудер та старший брат Рональда Лаудера. Його сім'я — євреї. У липні 1959 року він одружився з Евелін Гауснер. У них народилося двоє синів: Вільям, виконавчий голова компаній Estée Lauder, і Гері, керуючий директор ТОВ «Лаудер Партнерс». Він випускник Вортонської школи Університету Пенсильванії; також він навчався в Вищій школі бізнесу Колумбійського університету, перш ніж піти на службу лейтенантом у ВМС США. Офіційно приєднався до Estée Lauder в 1958 році, коли йому було 25. Лаудер здобув популярність в 2001 році завдяки створенню індексу губної помади, що став згодом дискредитованим економічним індикатором, покликаним відображати схильність витрачати гроші на предмети розкоші навіть в умовах кризи.

## Колекція творів мистецтва
Лаудер — великий колекціонер творів мистецтва (він почав з листівок в стилі ар-деко, коли йому було шість років), особливу увагу він приділяє роботам майстрів кубізму, таких як Пікассо, Брак, Ґріс і Леже. Він також колекціонує роботи Клімта. Більша частина його збірки походить з найвідоміших колекцій у світі, включаючи колекції Гертруди Стайн, швейцарського банкіра Рауля Ла Роша та британського історика мистецтва Дугласа Купера.

## Філантропія
Лаудер довгий час був головним благодійником Музею американського мистецтва Вітні. Він пожертвував як гроші, так і численні твори мистецтва музею. Його пожертва в розмірі 131 мільйонів доларів в 2008 році є найбільшою в історії музею.
Давній прихильник Метрополітен-музею в Нью-Йорку, Лаудер очолив створення дослідницького центру сучасного мистецтва в музеї, який він допоміг підтримати за рахунок пожертв у розмірі 22 мільйони доларів, зроблених разом з піклувальниками музею та іншими благодійниками. У квітні 2013 року він пообіцяв музею свою колекцію з 81 творів кубізму, що складається з 34 творів Пабло Пікассо, 17 творів Жоржа Брака, 15 творів Фернана Леже і 15 творів Хуана Ґріса; разом вони оцінюються більш ніж в один мільярд доларів.

## Мемуари
Мемуари Лаудера «Компанія, яку я зберігаю: Моє життя в красі» були опубліковані в 2020 році.

## Нагороди та відзнаки
- 2003 рік — нагорода «Золота тарілка» Американської академії досягнень, вручена членом Ради з нагородження Егудом Бараком[16][17].
- 2017 — Наукова зала слави Бронкса[18].
- 2020 — Всесвітня зала слави роздрібної торгівлі[19].